# Ep01
『Ep01』（イーピーゼロイチ）は、2019年9月25日に発売された夏川椎菜のEPシングル。リード曲の「ワルモノウィル」ほか全5曲を収録し、うち3曲を夏川が作詞した。

## 概要
1stソロライブツアー「プロットポイント」（2019年9月25日 - 11月23日）の開催に合わせて発売された。
タイトルの「Ep」は、EP（Extended Play）にエピソード（Episode）を掛けたもの。物語性のある「ログライン」の次の展開（エピソード）という意味が込められている。

## 収録内容

### 収録曲
| #  | タイトル               | 作詞           | 作曲           | 編曲     |
| -- | ---------------------- | -------------- | -------------- | -------- |
| 1. | 「ワルモノウィル」     | 夏川椎菜       | HAMA-kgn       |          |
| 2. | 「グルグルオブラート」 | 夏川椎菜       | 山崎真吾       |          |
| 3. | 「HIRAETH」            | ワタナベハジメ | kidlit         |          |
| 4. | 「キタイダイ」         | 夏川椎菜       | Tendo Yasuhiro | 川口圭太 |
| 5. | 「ロジックルーパー」   | HAMA-kgn       | HAMA-kgn       |          |

### 特典映像
| #  | タイトル                        | 作詞 | 作曲・編曲 |
| -- | ------------------------------- | ---- | ---------- |
| 1. | 「ワルモノウィル」(Music Video) |      |            |
| 2. | 「Ep01 TV SPOT」(15sec+30sec)   |      |            |